# 1989 CE8
1989 CE8 är en asteroid i huvudbältet som upptäcktes den 8 februari 1989 av den belgiske astronomen Henri Debehogne vid La Silla-observatoriet.
Den har en diameter på ungefär 14 kilometer.